# Mittenothamnium sordidum
Mittenothamnium sordidum är en bladmossart som beskrevs av Jules Cardot 1913. Mittenothamnium sordidum ingår i släktet Mittenothamnium och familjen Hypnaceae. Inga underarter finns listade i Catalogue of Life.